# Jimmy Murray
James Murray (Edimburgo, 4 de febrero de 1933-10 de julio de 2015) fue un futbolista británico que jugaba en la demarcación de delantero.

## Biografía
Tras formarse en el Merchiston Thistle, debutó como futbolista en 1951 con el Heart of Midlothian FC, jugando un partido y anotando en el mismo. Tras no disfrutar de minutos, se fue traspasado por una temporada al Reading FC, volviendo al Hearts en 1954. En su segunda etapa en el club cosechó siete temporadas, donde jugó 114 partidos y anotó 62 goles. Además fue el máximo goleador de la liga escocesa en 1958 con un total de 28 goles, ayudando al club a ganar la Scottish Premiership, mismo título que ganó en 1960. También ganó la Copa de Escocia, en 1956; y la Copa de la Liga de Escocia en tres ocasiones. Posteriormente jugó para el Falkirk FC, Clyde FC y Raith Rovers FC, equipo en el que colgó las botas en 1965.
Falleció el 10 de julio de 2015 a los 82 años de edad.

## Selección nacional
Jugó un total de cinco partidos con la selección de fútbol de Escocia. Debutó el 19 de abril de 1958 en un partido del British Home Championship contra Inglaterra que acabó con derrota por 0-4. Además llegó a disputar dos partidos de la Copa Mundial de Fútbol de 1958 en la fase de grupos, anotando el primer gol para Esocia en una Copa Mundial. Su quinto y último partido con el combinado escocés lo jugó el 15 de junio de 1958 en dicho torneo.

### Goles internacionales
| # | Fecha              | Estadio                              | Oponente   | Gol | Resultado | Competición                    |
| - | ------------------ | ------------------------------------ | ---------- | --- | --------- | ------------------------------ |
| 1 | 8 de junio de 1958 | Estadio Arosvallen, Västerås, Suecia | Yugoslavia | 1–1 | 1–1       | Copa Mundial de Fútbol de 1958 |

### Participaciones en Copas del Mundo
| Mundial                        | Sede   | Resultado      | Partidos | Goles |
| ------------------------------ | ------ | -------------- | -------- | ----- |
| Copa Mundial de Fútbol de 1958 | Suecia | Fase de grupos | 2        | 1     |

## Clubes
| Club                   | País       | Año         | Partidos | Goles |
| ---------------------- | ---------- | ----------- | -------- | ----- |
| Heart of Midlothian FC | Escocia    | 1951 - 1953 | 1        | 1     |
| Reading FC             | Inglaterra | 1953 - 1954 | 7        | 3     |
| Heart of Midlothian FC | Escocia    | 1954 - 1961 | 114      | 62    |
| Falkirk FC             | Escocia    | 1961 - 1962 | 14       | 4     |
| Clyde FC               | Escocia    | 1962 - 1964 | 32       | 1     |
| Raith Rovers FC        | Escocia    | 1964 - 1965 | 14       | 4     |

## Palmarés

### Campeonatos nacionales
| Título                     | Club                   | País    | Año  |
| -------------------------- | ---------------------- | ------- | ---- |
| Scottish Premiership       | Heart of Midlothian FC | Escocia | 1958 |
| Scottish Premiership       | Heart of Midlothian FC | Escocia | 1960 |
| Copa de Escocia            | Heart of Midlothian FC | Escocia | 1956 |
| Copa de la Liga de Escocia | Heart of Midlothian FC | Escocia | 1955 |
| Copa de la Liga de Escocia | Heart of Midlothian FC | Escocia | 1959 |
| Copa de la Liga de Escocia | Heart of Midlothian FC | Escocia | 1960 |

### Distinciones individuales
| Título                                     | Club                   | País    | Año  |
| ------------------------------------------ | ---------------------- | ------- | ---- |
| Máximo goleador de la Scottish Premiership | Heart of Midlothian FC | Escocia | 1958 |